# Raimonds Miglinieks
Raimonds Miglinieks (ur. 16 lipca 1970 w Rydze) – łotewski koszykarz oraz trener koszykarski. Grał z numerem 5, na pozycji rozgrywającego w m.in. reprezentacji Łotwy, CSKA Moskwa, Śląsku Wrocław i Anwilu Włocławek.

## Rekordy PLK
(odkąd wprowadzono oficjalne statystyki PLK, w sezonie 1998/99)

### Nowe
- w liczbie asyst (19) – sezon 1999/2000 – podczas wygranego 75-62 spotkania z Prokomem Trefl Sopot
- w liczbie strat (8), w play-off – sezon 2000/2001 – podczas wygranego 77-63 spotkania z Polonią Przemyśl
- w liczbie przechwytów (5), w finałach play-off – sezon 1998/1999 – podczas wygranego 75-62 spotkania z Anwilem Włocławek

### Wyrównane
- w liczbie asyst (11), w play-off – sezon 2000/2001 – podczas wygranego 78-76 spotkania z Anwilem Włocławek
- w liczbie asyst (11), w finałach play-off – sezon 2000/2001 – podczas wygranego 78-76 spotkania z Anwilem Włocławek

## Osiągnięcia

### NCAA
- Zawodnik roku konferencji Big West (1996)[2]
- Lider NCAA w asystach (1996)[3]

### Drużynowe
- Mistrz:
  - Łotwy (1997)
  - Polski (1998, 1999, 2001)
- Wicemistrz Polski (2000)
- Brązowy medalista:
  - mistrzostw Polski (2003)
  - mistrzostw ZSRR (1991)

### Indywidualne
- Zaliczony do I składu PLK (1998, 1999, 2001)
- Uczestnik meczu gwiazd:
  - PLK (1999, 2000)[4]
  - Polska – Gwiazdy PLK (1999)[5]
- Lider w asystach:
  - Suproligi (2001)
  - ligi łotewskiej (1992)

### Reprezentacja
- 3-krotny uczestnik mistrzostw Europy (1993 – 10. miejsce, 1997 – 16. miejsce, 2001 – 8. miejsce)[6]
- Uczestnik kwalifikacji do Eurobasketu (1997, 1999, 2001, 2003)
- Brązowy medalista mistrzostw Europy U–16 (1987)[6]
- Uczestnik mistrzostw Europy U–18 (1988 – 5. miejsce)[6]
- Lider mistrzostw Europy w:
  - asystach (2001)
  - przechwytach (1997)